# 바라산
바라산은 대한민국 경기도 의왕시 학의동, 경기도 용인시 고기동에 있는 높이 427.5m의 산이다. 청계산부터 광교산까지 청광종주 코스에 속한다. 정상에는 전망대 데크가 있으며 백운호수가 내려다 보인다.

## 등산로
- 백운호수 → 바라산 맑은 숲 공원 (의왕백운해링턴플레이스 506동) → 바라산 둘레길 → 고분재 → 정상 (1시간 30분 소요)
- 바라산자연휴양림 → 붓골재(바라재) → 바라희망365계단 → 정상 (1시간 소요)
- 고기동 동막천 → 고분재 → 정상 (1시간 소요)
- 석운동 → 붓골재(바라재) → 바라희망365계단 → 정상 (1시간 소요)

## 같이 보기
- 한국의 산
- 백운호수